# Alone in a Crowd
Alone in a Crowd è il secondo album in studio del gruppo musicale statunitense Catch 22, pubblicato nel 2000.

## Tracce
Testi e musiche di Jeff Davidson e Ryan Eldred eccetto dove indicato.
1. Intro – 0:18
2. Point the Blame – 2:17
3. Sounds Good But I Don't Know – 1:56
4. It Takes Some Time – 3:05
5. What Goes Around Comes Around – 2:39
6. Arm to Arm – 2:07
7. Guilty Pleasures – 2:22
8. Bloomfield Ave. – 3:09
9. Hard to Impress (Kevin Gunther) – 2:05
10. San Francisco Payphone – 2:49
11. Wreck of the Sloop John B. (The Beach Boys) – 2:29
12. Neverending Story – 2:35
13. Thinking About Things – 1:58
14. Alone in a Crowd – 2:27
15. Blank Track – 0:55
16. Blank Track – 0:22
17. Blank Track – 0:22
18. Blank Track – 0:22
19. Blank Track – 0:22
20. Blank Track – 0:22
21. Blank Track – 0:22
22. Bonus track – 1:32